# Mozena buenoi
Mozena buenoi är en insektsart som beskrevs av A.M. Hussey 1958. Mozena buenoi ingår i släktet Mozena och familjen bredkantskinnbaggar. Inga underarter finns listade i Catalogue of Life.